# أمير سباهيتش (لاعب كرة قدم، مواليد 1983)
أمير سباهيتش (بالبوسنوية: Amir Spahić)‏ هو لاعب كرة قدم بوسني في مركز الدفاع، ولد في 13 سبتمبر 1983 في سراييفو في البوسنة والهرسك. لعب مع أرمينيا بيليفيلد وأوستريا فيينا وتوربيدو موسكو وجيلييزنيتشار ساراييفو وشلوسك فروتسلاو ونادي سلوبودا توزلا.

## وصلات خارجية
- أمير سباهيتش (لاعب كرة قدم) على موقع قاعدة بيانات كرة القدم.إي يو (الإنجليزية)
- أمير سباهيتش (لاعب كرة قدم) على موقع Soccerway.com (الإنجليزية)
- أمير سباهيتش (لاعب كرة قدم) على موقع عالم كرة القدم.نت (الإنجليزية)